# Salix argyrophegga
Salix argyrophegga ist ein Strauch oder Baum aus der Gattung der Weiden (Salix) mit bis zu 11 Zentimeter langen Blattspreiten mit grauzottig behaarter Oberseite. Das natürliche Verbreitungsgebiet der Art liegt in China.

## Beschreibung
Salix argyrophegga ist Strauch oder Baum. Junge Zweige sind grau zottig behaart und verkahlen nach zwei Jahren. Die Knospen sind zottig behaart. Die Nebenblätter sind 4 bis 5 Millimeter lang, eiförmig, elliptisch oder halb-herzförmig, spitz mit drüsig gesägtem Blattrand und grau zottig behaarter Blattoberfläche. Die Laubblätter haben einen etwa 5 bis 15 Millimeter langen, fein behaarten Blattstiel. Die Blattspreite ist 3 bis 11 Zentimeter lang, 2 bis 2,5 Zentimeter breit, elliptisch, verkehrt-eiförmig-elliptisch oder länglich, spitz, kurz zugespitzt oder stumpf, mit keilförmiger, gerundeter oder beinahe herzförmiger Blattbasis und drüsig gesägtem selten beinahe ganzrandigem Blattrand. Die Blattoberseite ist grauzottig behaart, die Unterseite grau oder gelblich filzig behaart und verkahlend.
Als Blütenstände werden 4 bis 8 Zentimeter lange, 7 bis 8 Millimeter durchmessende Kätzchen gebildet. Der Blütenstandsstiel ist 2 bis 4 Zentimeter lang, zottig behaart und trägt mehrere Blättchen. Die Blütenstandsachse ist zottig behaart. Die Tragblätter sind zottig behaart, etwa 1 Millimeter lang, eiförmig-rundlich, mit gerundeter Spitze. Männliche Blüten haben eine adaxial und eine abaxial gelegene Nektardrüse und zwei Staubblätter. Die Samenkätzchen sind bis zu 14 Zentimeter lang. Weibliche Blüten haben eine 1 Millimeter lange, längliche, adaxial gelegene Nektardrüse. Der Fruchtknoten ist sitzend und zottig behaart. Der Griffel ist auffällig und zweispaltig, die Narbe ist zweilappig. Als Früchte werden 5 bis 6 Millimeter lange, eiförmig-elliptische und fein behaarte Kapseln gebildet. Salix argyrophegga blüht mit dem Blattaustrieb von April bis Mai, die Früchte reifen von Juni bis August.

## Vorkommen und Standortansprüche
Das natürliche Verbreitungsgebiet liegt auf Berghängen und in Dickichten in 2100 bis 3000 Metern Höhe im Westen der chinesischen Provinz Sichuan und im Osten Tibets.

## Systematik
Salix argyrophegga ist eine Art aus der Gattung der Weiden (Salix) in der Familie der Weidengewächse (Salicaceae). Dort wird sie der Sektion Psilostigmatae zugeordnet. Sie wurde 1916 von Camillo Karl Schneider erstmals wissenschaftlich beschrieben. Ein Synonym der Art ist Salix wenchuanica Goerz. Der Gattungsname Salix stammt aus dem Lateinischen und wurde schon von den Römern für verschiedene Weidenarten verwendet.

## Nachweise